# Jorge Ortíz
Jorge Mario Ortíz Pérez (ur. 4 lipca 1990 w Ayutli) – gwatemalski piłkarz grający na pozycji napastnika w klubie Deportivo Marquense.